# Билс, Джесси Тарбокс
Джесси Тарбокс Билс (англ. Jessie Tarbox Beals; 23 декабря 1870, Гамильтон, Канада — 30 мая 1942, Нью-Йорк, США) — американский фотограф, одна из первых фотожурналисток США.

## Биография
Джесси Тарбокс родилась в 1870 году в Онтарио. Её родителями были Джон Натаниэл Тарбокс и его жена Мария Антуанетта Бассетт. В 17 лет Джесси начала работать учительницей и переехала к брату в Виллиамсбург (Массачусетс). В свободное время она рисовала, но вскоре поняла, что ей недостаёт таланта. В 1888 году Дженни выиграла фотокамеру по журнальной подписке, и её жизнь переменилась. Вскоре она приобрела другой, более серьёзный фотоаппарат, и начала зарабатывать на жизнь фотографией. Со временем она решила заняться фотожурналистикой, и визит на Всемирную выставку в Чикаго, где она познакомилась с другими женщинами-фотографами (включая Фрэнсис Джонстон и Гертруду Кезебир), укрепил её в этом решении.
В 1897 году Джесси вышла замуж за Альфреда Теннисона Билса. В 1899 году её снимки впервые были опубликованы в газете, хоть и без указания авторства. В 1900 году она решила прекратить преподавание и полностью посвятить себя фотографии. В том же году под очередными её снимками, опубликованными в Vermont’s Windham County Reformer, было указано её имя. В 1901 году супруги Билс переехали в Буффало, где у Джесси родился недоношенный ребёнок, вскоре умерший.
В 1902 году Джесси Билс стала официальной сотрудницей двух местных газет, The Buffalo Inquirer и The Courier. Она гордилась своим умением делать «эксклюзивные» снимки, что часто требовало ловкости и находчивости. После того как Буффало посетил сэр Томас Липтон, фотографии Джесси Билс, сделанные во время его визита, были впервые опубликованы в национальной прессе. В 1904 году, после ряда удачных снимков на Всемирной выставке в Сент-Луисе, куда Джесси сумела проникнуть без пропуска, её наняли в качестве официального фотографа сразу несколько газет, включая New York Herald, Leslie’s Weekly и Tribune.
В 1905 году Джесси с мужем переселились в Нью-Йорк, где открыли собственную студию. Вскоре она стала известным фотографом и создавала, в числе прочего, фотопортреты знаменитостей, включая президентов. В 1917 году Джесси рассталась с мужем и открыла кафе и художественную галерею в Гринвич-Виллидж. В 1920-х годах она занималась фотографированием домов и садов богатых людей и публиковала эти фотографии в журналах по садоводству. Кроме того, темами её фотографий были городские пейзажи, архитектура и жители Нью-Йорка. Билс также считается первой женщиной, осуществлявшей ночную фотосъёмку.
Период Великой депрессии оказался крайне сложным для Джесси Билс. В 1941 году она оказалась прикована к постели и умерла 30 мая 1942 года в нью-йоркской больнице.